# ブルース・ディッキンソン
ポール・ブルース・ディッキンソン（Paul Bruce Dickinson、1958年8月7日 - ）は、イングランド出身のロックミュージシャン、実業家、航空機操縦士、英国王立空軍名誉大尉。身長168cm。
アイアン・メイデンのヴォーカリストとして最も知られている。

## 略歴
学生時代からStyx（1976年）（スティクスとは別のバンド）、Speed（1977～1978年）、Shots（1979年）、Xero（のちにクレジットの問題でメイデン側との係争に発展する）といったバンドで活動を始める。このうちSpeedにおいては1977年にDraculaをレコーディングしており、これが自身にとって初のスタジオ録音となった。その後1980年にブルース・ブルースの名でHR/HMバンド・サムソンのヴォーカリストとなったことでスティーヴ・ハリスに一目置かれ、1981年秋、アイアン・メイデン加入へとスカウトされた。

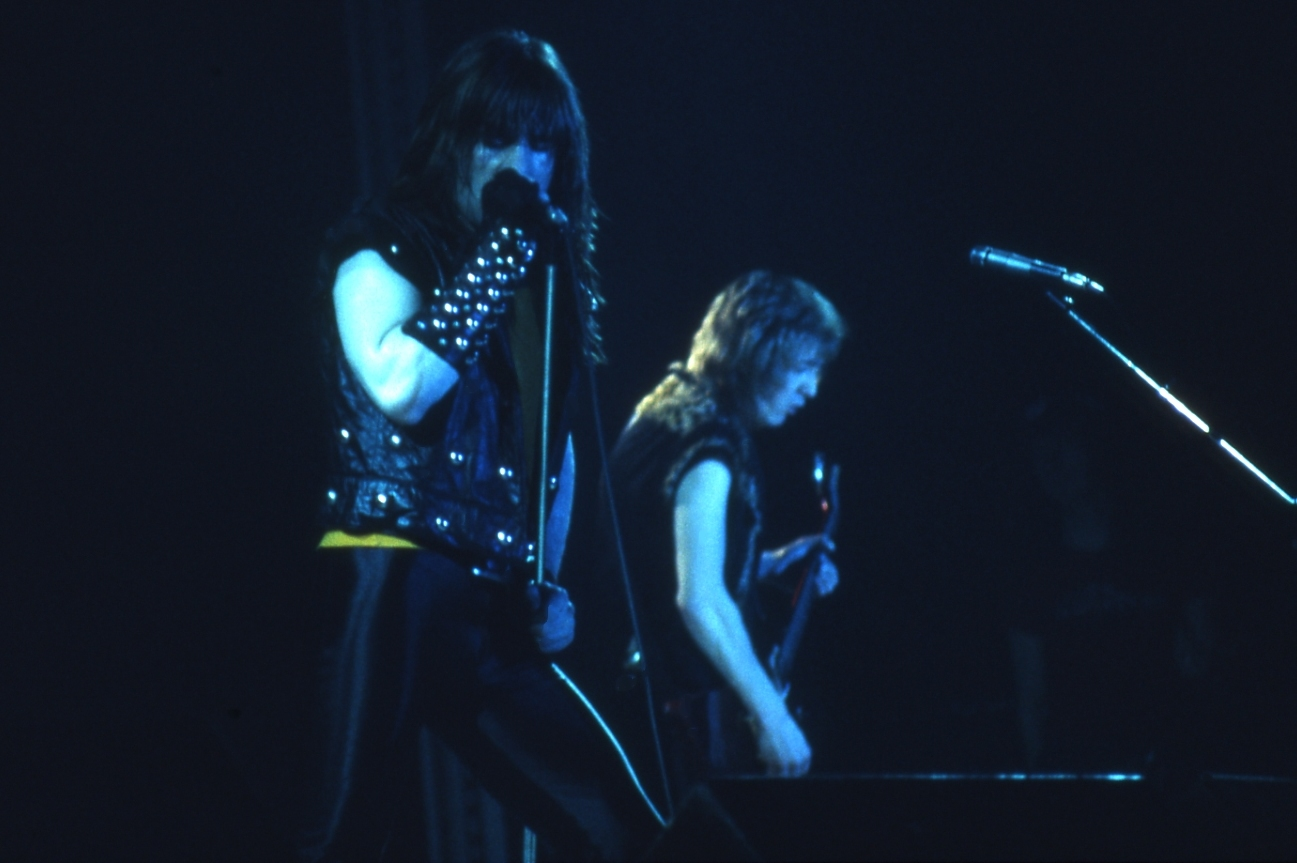
アイアン・メイデン加入当初の頃 1982年撮影

『魔力の刻印』（1982年）におけるヴォーカルは独特の声質もさることながら声域の広さと圧倒的な表現力によって前任者以上の評価を獲得、ライヴにおいてもアクティヴなステージ・パフォーマンスを行うことで名声を高め、ひいてはバンドとしてのアイアン・メイデンの勇躍に貢献した（この時期の活動についてはアイアン・メイデンの項目を参照）。また、ワイルドなルックスと軽妙なキャラクターはファンの間にアイコンとしても広く浸透し、メンバー同士（主にスティーヴ・ハリス）での音楽的な衝突もありつつ愛された。
アイアン・メイデン加入後のバンド外での初の活動は、『エルム街の悪夢5 ザ・ドリームチャイルド』（1989年）のサントラに使用された Bring Your Daughter to the Slaughter 。（この曲は後にアイアン・メイデンのアルバム『ノー・プレイヤー・フォー・ザ・ダイング』でも取り上げられた）。これに続き、後にアイアン・メイデンのギタリストとなるヤニック・ガーズを擁した初のソロ・アルバム『タトゥード・ミリオネア』（1990年）を発表。
そしてソロ第2作目発表を前に、ソロ活動専念のためアイアン・メイデンを脱退。ロイ・Zと彼のバンド Tribe of Gypsies と共にアルバム『ボールズ・トゥ・ピカソ』（1994年）を完成させる。
次の作曲パートナーとしてギタリストの Alex Dickson を選び、まずはツアーを行って『アライヴ・イン・スタジオA』としてライヴ音源を発表。この新体制で『スカンクワークス』（1996年）を発表し、同時にバンドとしての正式な活動を発表するが、アルバムの売り上げ不振や音楽性の相違ですぐに空中分解してしまう。

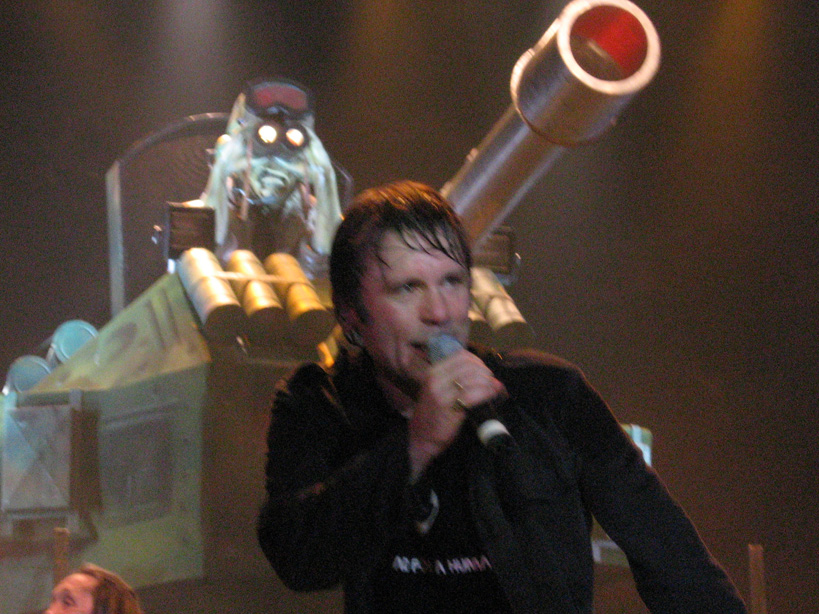
アイアン・メイデン加入25周年 2006年11月30日

再びロイ・Zと活動を始めると同時にアイアン・メイデン時代の同僚エイドリアン・スミスを招き、『アクシデント・オブ・バース』（1997年）を発表。久しぶりに正統派ヘヴィ・メタル色の強い楽曲を歌ったことで旧来のファンから喝采を浴び、ソロ・キャリアを歩んで以降最高の売り上げとなった。さらにこの音楽性を推し進め、ウィリアム・ブレイクにインスパイアされたアルバム『ケミカル・ウェディング』（1998年）を発表。同じ布陣でライヴ・アルバム『スクリーム・フォー・ミー・ブラジル』（1999年）を発売した。そしてアイアン・メイデンへの復帰が告知される。
2001年、ソロ・キャリアを総括する『ベスト・オブ・ブルース・ディッキンソン』を発売。その後はアイアン・メイデンでの活動と同時に、ソロ・アルバム『ティラニー・オブ・ソウルズ』（2005年）を発表する等、ソロ活動も継続中。
2015年2月、昨年12月に癌性腫瘍が見つかり、同年5月まで治療中と公表した。9週間におよぶ化学療法の末、腫瘍の全摘出に成功している。

## 人物
音楽以外の活動も多岐にわたっている。イギリスの航空会社 アストライオス航空でボーイング757のパイロットを勤め、ファンサービスの一環としてコンサート会場国への送迎なども行っている。アイアン・メイデンの2008~2009年、2011年、2016年のワールドツアーに於いても自ら操縦桿を握り、チャーター機を操縦している。2016年には機材運搬に用いる機体をボーイング747-400に変更するため、シミュレータでの訓練を経て操縦資格を新たに取得している。アストライオス航空の経営破綻後はウェールズの格安航空会社の株式を買い取り、その会社を元に新たに「カーディフ・アヴィエーション」を立ち上げ、アストライオス航空の従業員を再雇用するなど、パイロットのみならず経営者としての手腕を発揮している。
イギリス空軍にも携わり、第601フェンシング飛行隊に所属している（2023年時点）。2006年のレバノン侵攻や、2008年アフガニスタンでのミッションに協力。2020年これまでの功績から、同飛行隊の名誉中隊長（階級は名誉大尉）に任命された。また、テレビ番組の企画でソ連戦車T-34を操縦した事がある。
ビール醸造所の経営にも関与しており、アイアン・メイデンブランドのビールを製造販売する、企業経営者としての一面も持っている。
フェンシングやクリケットの腕前も確かで、23歳の頃にはイギリス国内のフェンシングのランキングで7位となっており、アイアン・メイデンを一時脱退していた時期にはクリケットのイギリス代表メンバーとして世界を転戦した経歴を持つ。
元々は歴史教師になるためにロンドン大学を構成するカレッジのひとつであるクイーン・メアリーで歴史学を学んだインテリであり、文筆業の実績も残している。1990年には『The Adventures of Lord Iffy Boatrace』を出版して小説家デビューを果たし、2008年公開のホラー映画『Chemical Wedding』では監督のジュリアン・ドイルと共同で脚本を執筆した。
2019年11月、29年前に結婚した妻と2018年に破局を迎えていたとのことで、現在は新たな恋人と共にフランスのパリで暮らしている。妻とはすぐに離婚するつもりはないという。その後2020年５月18日に妻が死去。「とんでもない悲劇だ。3人の子供たちと自分は大きなショックを受けている。妻に敬意を表しこれ以上のコメントは出さない」と語った。
息子が2人、娘が1人おり、2人の息子はバンド活動を行っている。
長男オースティンはロンドンを拠点に活動していたメタルコアバンド「ライズ・トゥ・リメイン」のボーカルとして、2011年にメジャーデビューを果たした。2015年に解散した後は、新バンド「As Lions」で活動中。
次男グリフィンは「SHVPES」で活動していたが、2020年7月に解散が発表された。
父方のいとこのロブ・ディッキンソンは、1990年代に活躍したシューゲイザーバンド、キャサリン・ホイールのフロントマンである。

## ディスコグラフィ

### サムソン
- サバイバーズ - Survivors (1979)
- ヘッド・オン - Head On (1980)
- ショック・タクティクス - Shock Tactics (1981)
- ライブ・アット・レディング '81 - Live At Reading 1981 (1990)

### アイアン・メイデン
- 魔力の刻印 - The Number of the Beast (1982)
- 頭脳改革 - Piece of Mind (1983)
- パワースレイヴ - Powerslave  (1984)
- サムホエア・イン・タイム - Somewhere in Time (1986)
- 第七の予言 - Seventh Son of a Seventh Son (1988)
- ノー・プレイヤー・フォー・ザ・ダイイング - No Prayer for the Dying (1990)
- フィア・オブ・ザ・ダーク - Fear of the Dark (1992)
- ブレイヴ・ニュー・ワールド - Brave New World (2000)
- 死の舞踏 - Dance of Death (2003)
- ア・マター・オブ・ライフ・アンド・デス〜戦記 - A Matter Of Life And Death (2006)
- ファイナル・フロンティア - The Final Frontier (2010)
- 魂の書〜ザ・ブック・オブ・ソウルズ〜 - The Book of Souls (2015)
- 戦術 - Senjutsu（2021）

### ブルース・ディッキンソン

#### オリジナル・アルバム
- タトゥード・ミリオネア - Tattooed Millionaire (1990)
- ボールズ・トゥ・ピカソ - Balls to Picasso (1994)
- スカンクワークス - Skunkworks (1996)
- アクシデント・オブ・バース - Accident of Birth (1997)
- ケミカル・ウェディング - The Chemical Wedding (1998)
- ティラニー・オブ・ソウルズ - Tyranny of Souls (2005)
- マンドレイク・プロジェクト - The Mandrake Project (2024)

#### シングル
- ティアーズ・オブ・ザ・ドラゴン (1994)
- バック・フロム・ジ・エッジ (1996)
- マン・オブ・ソロウズ (1997)
- キリング・フロア (1998)

#### ライヴ・アルバム
- アライヴ・イン・スタジオA - Alive in Studio A (1995)
- ライヴ・イン・スペイン (1996/EP)
- スクリーム・フォー・ミー・ブラジル - Scream for Me Brazil (1999)

#### ビデオ (DVD)
- Dive! Dive! Live! (1990)
- Skunkworks Live Video (1997)
- Scream for Me Sarajevo （2018）

#### コンピレーション
- ベスト・オブ・ブルース・ディッキンソン - The Best of Bruce Dickinson (2001)

## 書誌
- The Adventures of Lord Iffy Boatrace (1990)
- The Missionary Position (1992)
- ブルース・ディッキンソン自伝（2018年9月10日、シンコーミュージック）ISBN 978-4-401-64614-2